# Aparatul respirator
Aparatul respirator (Apparatus respiratorius) sau sistemul respirator (Sistema respiratorium) constituie totalitatea organelor care  servesc la schimbul gazos între organism și mediu, asigurând organismul cu oxigen, indispensabil vieții celulelor.
La mamifere și la om aparatul respirator este format din două categorii de organe: căile respiratorii și organele respiratorii – plămânii. Căile respiratorii (cavitatea nazală, faringe, laringe, trahee și bronhii de calibru diferit, inclusiv și bronhiolele) nu iau parte la schimbul de gaze; ele au rolul de a conduce aerul la plămâni și de a-l purifica, a încălzi și a umezi aerul inspirat. Se deosebesc: căile respiratorii superioare (cavitatea nazală și faringele) și căile respiratorii inferioare (laringele, traheea și bronhiile). Plămânii au rolul cel mai important în respirație, la nivelul lor are loc respirația pulmonară, schimbul gazos între organism și mediu realizându-se la nivelul alveolelor pulmonare.
Structura aparatului respirator este adaptată modului de viață al animalului și tipului de respirație. Ființele unicelulare nu au un aparat respirator, ele fiind ușor pătrunse de gaze și de lichidele care le înconjură. Nu același lucru se petrece la ființele pluricelulare, unde absorbția oxigenului de către lichidul circulant (sângele) și eliminarea dioxidului de carbon are loc la nivelul unor organe special diferențiate, care constituie aparatul respirator. Multe nevertebrate inferioare (spongieri, celenterate, oligochete, hirudinee, platelminte, crustacei inferiori) nu au un aparat respirator diferențiat și schimburile gazoase au loc prin toată suprafața corpului (respirație cutanată), dar și la animalele care îl au, există o respirație cutanată, mai mult sau mai puțin importantă. Organele respiratorii diferențiate  există la multe nevertebrate și la toate vertebratele. La animalele acvatice, ele sunt branhiile (la echinoderme, crustaceii superiori, polichete, majoritatea moluștelor, ciclostomi, pești); la cele terestre, ele sunt traheele (la insecte) și plămânii (la araneide, gasteropodele pulmonate, majoritatea vertebratelor). Se pot distinge astfel trei feluri de respirații: respirația branhială, în care schimburile gazoase au loc cu ajutorul unor expansiuni membranoase mai mult sau mai puțin cutate și puternic vascularizate, care atârnă în apă, numite branhii (la pești); respirația traheală, în care distribuția aerului în tot corpul animalului are loc prin tuburi ramificate, numite trahee (la insecte); respirația pulmonară, în care aerul este introdus printr-un mecanism special în saci membranoși, puternic vascularizați, care sunt plămânii (la vertebratele tetrapode). În raport cu mediul se deosebesc 2 tipuri de respirație: respirația acvatică unde aparatul respirator este reprezentat prin branhii și respirația aeriană unde aparatul respirator este alcătuit dintr-un sistem de trahee ramificate și anastomozate (la insecte) sau din plămâni și din căile respiratorii (la vertebratele tetrapode). Respirația privită în totalitatea ei cuprinde două etape fundamentale: respirația externă (respirația pulmonară, branhială sau traheală), asigurată de aparatul respirator, și respirația internă (respirația tisulară) care se realizează la nivelul celulelor din organism.

## Aparatul respirator uman

Sistemul respirator:
1. Sinusul nazal:
2. Sinusul frontal
3. Sinusul sfenoid
4. Tractul respirator superior:
5. Nas
6. Cavitatea nazală
7. Cornete nazale
8. Vestibulul nazal
9. Faringe
10. Laringe:
11. Epiglota
12. Cartilaj tiroidian
13. Cartilaj cricoidian
14. Corzi vocale
15. Tractul respirator inferior
16. Trahea
17. Carena traheei
18. Bronhiile principale: stângă și dreaptă
19. Inele cartilaginoase
20. Bronhiile lobare:
21. Bronhii lobare superioare
22. Bronhii lobare inferioare
23. Bronhii lobare mediane
24. Bronhie segmentară
25. Plamânul drept:
26. Lob superior
27. Scizura orizontală
28. Scizura oblică
29. Lobul median
30. Lobul inferior
31. Plamânul stâng:
21. Bronhii lobare:
22. Superioară stânga
23. Superioară dreapta
32. Lob superior
34. Fisura oblică
35. Incizura cardiacă
36. Lingula
37. Lobul inferior
38. Diafragma
39. Cavitatea bucală
40. Esofag
Lobulul respirator:
41. Țesut conjunctiv
42. Saci alveolari
43. Canal alveolar
44. Glandă mucoasă
45. Mucoasă
46. Arteriolă pulmonară
47. Venulă pulmonară
48. Capilare
49. Atriu
50. Alveole

| 1. Sinusul nazal: 2. Sinusul frontal 3. Sinusul sfenoid 4. Tractul respirator superior: 5. Nas 6. Cavitatea nazală 7. Cornete nazale 8. Vestibulul nazal 9. Faringe 10. Laringe: 11. Epiglota 12. Cartilaj tiroidian 13. Cartilaj cricoidian 14. Corzi vocale 15. Tractul respirator inferior 16. Trahea 17. Carena traheei | 18. Bronhiile principale: stângă și dreaptă 19. Inele cartilaginoase 20. Bronhiile lobare: 21. Bronhii lobare superioare 22. Bronhii lobare inferioare 23. Bronhii lobare mediane 24. Bronhie segmentară 25. Plamânul drept: 26. Lob superior 27. Scizura orizontală 28. Scizura oblică 29. Lobul median 30. Lobul inferior | 31. Plamânul stâng: 21. Bronhii lobare: 22. Superioară stânga 23. Superioară dreapta 32. Lob superior 34. Fisura oblică 35. Incizura cardiacă 36. Lingula 37. Lobul inferior 38. Diafragma 39. Cavitatea bucală 40. Esofag | Lobulul respirator: 41. Țesut conjunctiv 42. Saci alveolari 43. Canal alveolar 44. Glandă mucoasă 45. Mucoasă 46. Arteriolă pulmonară 47. Venulă pulmonară 48. Capilare 49. Atriu 50. Alveole |

### Anatomia
Aerul inspirat se deplasează trecând pe rând prin:
- Cavitate nazală - sunt căptușite cu mucoasa nazala. Aceasta are o foarte bogata rețea de vase cu rol în încălzirea aerului. Ea produce mucus care umezește aerul și retine particule străine.
- Faringe - este organul comun sistemului digestiv și sistemului respirator.
- Laringe - are în peretele său numeroși mușchi și piese cartilaginoase protectoare. Un cartilaj în forma de frunza (epiglota) acoperă intrarea substanțelor nutritive, înghițite. În interior, peretele laringelui are niște pliuri musculoase, coardele vocale, care prin vibrare creează sunete.
- Trahee - conține în peretele său inele cartilaginoase suprapuse care țin mereu deschis.
- Bronhii - au țesut cartilaginos. Mucoasa traheei și bronhiilor produce mucus care retine particulele străine, iar cilii prezenți împing corpurile străine spre ieșire, prin mișcarea lor permanenta.
- Saci alveolari - sunt extremitățile  bronhiolelor( care nu au cartilaj, dar au țesut muscular neted).
- Alveole pulmonare (în plămâni)de unde oxigenul trece în sânge, apoi în celule.

### Controlul
De reglarea și controlul funcției respiratorii sunt responsabile două zone ale trunchiului cerebral, și anume medulla oblongata(bulbul rahidian) și puntea lui Varolio.
Respirația este funcția prin care se asigură continuu și adecvat aportul de oxigen din aerul atmosferic până la nivelul celulelor care îl utilizează și circulația în sens invers a dioxidului de carbon produs de metabolismul celular.
Componentele sistemului respirator sunt: căile respiratorii (cavitatea nazală, faringele, laringele, traheea, bronhiile) și plămânii.
Fosele nazale (nările), fac legătura între mediul extern și cavitatea nazală (mediul intern), Interiorul cavității nazale este căptușit cu o mucoasă ale cărei secreții mențin locul mereu umed. Mucoasa, fiind puternic vascularizată, încălzește aerul inspirat. Mucusul, cât și firele de păr din fosele nazale opresc înaintarea prafului și a altor impurități care se pot afla în aerul inspirat.
Faringele este organul în care se încrucișează calea respiratorie cu calea digestivă.
Laringele este alcătuit din mai multe cartilaje, dintre care cel situat anterior prezintă o proeminență, numită “mărul lui Adam”. La intrarea în laringe se află un căpăcel numit epiglotă, care, la nevoie, astupă cavitatea laringelui numită glotă. Laringele este și organul vorbirii, deoarece în interiorul său se află două perechi de pliuri numite coarde vocale. Prin vibrarea coardelor inferioare se produc sunetele.
Traheea este un tub lung de aproximativ 12cm, menținut deschis datorită inelelor cartilaginoase care intră în structura sa. Spre esofag, țesutul cartilaginos este înlocuit cu țesut moale, ce ușurează trecerea alimentelor prin esofag. Peretele intern al traheii este căptușit cu o mucoasă umedă, ale cărei celule sunt ciliate. Cilii se mișcă de jos în sus, antrenând astfel impuritățile spre exterior. 
Bronhiile, în număr de două, sunt ramificații ale traheii care pătrund în plămâni. Inelele cartilaginoase ale acestora sunt complete, iar mucoasa lor conține, de asemenea, celule ciliate. Bronhiile se ramifică în bronhii secundare: două în plămânul stâng, trei în plămânul drept.
Plămânii sunt două organe alveolare elastice, de culoare roz, așezate în cutia toracică, deasupra diafragmei.
Plămânul drept este alcătuit din trei lobi, iar plămânul stâng are doar doi lobi, între cei doi plămâni aflându-se inima.
În fiecare lob pătrunde câte o bronhie secundară, care se ramifică în tuburi din ce în ce mai mici, numite bronhiole. Acestea, când ajung să aibă 1mm în diametru, nu mai au inele cartilaginoase. Cele mai fine bronhiole se termină cu saci pulmonari, alcătuiți din mici umflături cu pereții foarte subțiri, numite alveole pulmonare.
Alveola pulmonară este unitatea structurală și funcțională a plămânului.
Între sacii pulmonari se află un țesut conjunctiv elastic. Plămânii nu au mușchi. Suprafața lor este acoperită de două foițe, numite pleure. Una este lipită de plămân (pleura viscerală), cealaltă de peretele intern al cavității toracice (pleura parietală). Între ele se află o cavitate foarte subțire (spațiul pleural), în care se găsește o peliculă de lichid (lichidul pleural).
Plămânii sunt foarte bine vascularizați de arterele și venele pulmonare. Arterele pulmonare pătrund în plămâni printr-un loc numit hil, se ramifică și însoțesc bronhiile până la sacii pulmonari, unde se ramifică în arteriole care se continuă cu capilarele. Acestea se deschid în venule care înconjoară sacii, însoțesc apoi bronhiolele, bronhiile, se unesc în venele pulmonare (câte două de fiecare plămân) și ies din plămân tot prin hil. Ele se deschid în final, în atriul stâng.
Un plămân este, deci, alcătuit dintr-un mare număr de saci pulmonari. Suprafața acestora este foarte mare datorită alveolelor, a căror suprafață totală atinge 200 m pătrați. Astfel, sângele și aerul se găsesc în contact pe o mare suprafață. Ele sunt separate doar de pereții foarte subțiri ai alveolelor și ai capilarelor.

### Fiziologia sistemului respirator
Funcționarea sistemului respirator, prin care se asigură respirația, cuprinde, respirația pulmonară și respirația celulară.

#### Respirația pulmonară
Această etapă a respirației cuprinde două faze: pătrunderea aerului în plămâni (inspirația); eliminarea aerului din plămâni (expirația). Un om adult aflat în repaus, execută 16 mișcări respiratorii pe minut (ritmul respirator). Acest ritm este mai mare la femeie; el crește în timpul activității musculare, exercițiilor fizice etc. 
Respirațiile normale sunt acte reflexe involuntare. Plămânii, neavând mușchi, urmează pasiv mișcările cutiei toracice. În timpul inspirației, volumul cutiei toracice crește datorită contracției mușchilor respiratori: diafragma se contractă și coboară, mușchii intercostali trag coastele și le ridică. Mișcarea coastelor împinge sternul înainte, iar plămânii se umplu cu aer. În momentul expirației, mușchii se relaxează, iar plămânii își micșorează volumul o dată cu cel al cutiei toracice, eliminând aerul.
Inspirația este, deci, faza activă a respirației, iar expirația este faza pasivă. Intrările și ieșirile de aer din sistemul respirator prezintă ventilația pulmonară, care depinde de frecvența și profunzimea mișcărilor respiratorii. Acestea pot crește prin antrenament, gimnastică etc.
Aerul este un amestec de gaze în următoarea proporție: 21% oxigen, 78% azot, 0,03% dioxid de carbon și alte gaze în cantități foarte mici. Caracteristicele aerului inspirat sunt diferite de cele ale aerului expirat.
Astfel în plămâni, aerul pierde oxigen, se îmbogățește în dioxid de carbon și vapori de apă.
Schimbările de gaze se produc la nivelul alveolelor pulmonare, unde sângele și aerul se găsesc în contact. 
Dioxidul de carbon din sânge traversează pereții capilarelor și pereții alveolelor, de unde va fi eliminat prin expirație. Oxigenul din aerul ajuns în alveole în urma inspirației traversează pereții acestora, pereții capilarelor și ajunge în sânge, care îl transportă la organe.  Schimbul de gaze la nivelul pulmonar are loc întotdeauna în acest fel, datorită diferențelor de presiune a acestor gaze în plămâni și sânge.

#### Volumele și capacitățile pulmonare
Volumele și capacitățile pulmonare sunt metoda simplă pentru studiul ventilației pulmonare, reprezințind înregistrarea volumului aerului deplasat spre interiorul și  exteriorul plămânilor – procedeu numit spirometrie, datorită numelui aparatului utilizat – spirometru. Există patru volume pulmonare diferite, care adunate reprezintă volumul maxim, pe care îl poate atinge expansiunea pulmonară.
Volumele
1. Volumul curent (VC) este volumul de aer inspirat și expirat în timpul respirației normale – 500 ml.
2. Volumul inspirator de rezervă (VIR) este un volum suplimentar, care poate fi inspirat în urma unei inspirații forțate, după inspirația unui volum curent, valoarea lui medie, la adulți este de 1500 ml, ceea ce reprezintă 60% din capacitatea vitală.
3. Volumul expirator de rezervă (VER) reprezintă cantitatea suplimentară de aer, ce poate fi expirată în urma unei expirații forțate după expirarea unui volum curent, valoare lui medie la adulți este de 1200 ml, aproximativ 25% din capacitatea vitală.
4. Volumul rezidual (VR) este volumul de aer, care rămâne în plămâni și după o expirație forțată, valoarea lui medie la adulți este de 1300 ml, adică aproximativ 25% din capacitatea vitală.

Capacitățile
1. Capacitatea pulmonară totală (CPT) reprezintă volumul de aer cuprins în plămâni la sfârșitul unei inspirații maxime, însumând toate volumele pulmonare menționate.
2. Capacitatea vitală (CV) reprezintă volumul de aer ce poate fi scos din plămâni printr-o expirație forțată efectuată după o inspirație maximă.
3. Capacitatea reziduală funcțională (CRF) reprezintă volumul de aer care rămâne în plămâni la sfârșitul unei expirații de repauz
4. Capacitatea inspiratorie (CI) reprezintă volumul de aer ce poate fi introdus în plămâni printr-o inspirație maximă, care începe la sfârșitul unei expirații de repaus.